# 2009 في أستراليا
فيما يلي قوائم الأحداث التي وقعت خلال عام 2009 في أستراليا.

## أحداث
- 20 مارس – الإمارات الرحلة 407
- 7 فبراير – حرائق أحراش فكتوريا

## سياسة

### تعيين في المنصب
- 12 مارس – كريس باك عضو مجلس الشيوخ الأسترالي [الإنجليزية]‏.
- 1 ديسمبر – توني أبوت Leader of the Opposition (Australia) [الإنجليزية]‏.

### انتهاء فترة المنصب
- 19 أكتوبر – بريندان نيلسون عضو مجلس النواب الأسترالي.
- 1 ديسمبر – مالكولم تورنبول Leader of the Opposition (Australia) [الإنجليزية]‏.

## رياضة
- 1 يناير – جائزة أستراليا الكبرى 2009 الفائز جنسن باتون.

## أفلام
من الأفلام التي صدرت هذه السنة في أستراليا:
- 1 يناير – حيث تكون الأشياء البرية من إخراج سبايك جونز.
- 29 أبريل – رجال-إكس الأصول: وولفرين من إخراج جافن هود.[1]
- 11 سبتمبر – مقتحمو النهار من إخراج The Spierig Brothers [الإنجليزية]‏.
- 9 ديسمبر – رجل نعم من إخراج بيتن ريد.
- 12 ديسمبر – غران تورينو من إخراج كلينت إيستوود.
- 24 ديسمبر – شرلوك هولمز من إخراج غاي ريتشي.

## برامج ومسلسلات وأنمي
- مدمرو الخرافات

## وفيات

### نوفمبر
- 8 نوفمبر – كولين لونغ (مواليد 1918) لاعب كرة مضرب أسترالي.